# Uropoda littoralis
Uropoda littoralis es una especie de arácnido del orden Mesostigmata de la familia Uropodidae.

## Distribución geográfica
Se encuentra en Irlanda y en Gran Bretaña.